# Jonas Bloquet
 (février 2017).
Si vous disposez d'ouvrages ou d'articles de référence ou si vous connaissez des sites web de qualité traitant du thème abordé ici, merci de compléter l'article en donnant les références utiles à sa vérifiabilité et en les liant à la section « Notes et références ».
Jonas Bloquet, né le 10 juillet 1992 à Bruxelles, est un acteur et réalisateur belge.
Nommé aux Magritte du cinéma en 2008, avant la fin de ses études secondaires, il fait des études supérieures d'art dramatique à Paris de 2010 à 2015 et est remarqué en 2016 dans Elle de Paul Verhoeven, aux côtés d'Isabelle Huppert.

## Biographie

### Origines familiales et premiers pas
Jonas Bloquet passe son enfance et son adolescence dans la commune bruxelloise de Watermael-Boitsfort. Il fait ses études secondaires à l'école européenne d'Uccle. 
En 2007, à l'occasion d'un casting d'amateurs, il est choisi pour tenir le rôle principal dans le film Élève libre de Joachim Lafosse, qui sort en 2008. Son interprétation lui vaut une nomination aux Magritte du cinéma dans la catégorie « Meilleur espoir masculin ». 

### Formation dramatique et débuts (2010-2015)
En 2010, il est reçu au baccalauréat (série S) et part alors à Paris où il étudie pendant trois ans l'art dramatique et la mise en scène au cours de l'actrice Eva Saint-Paul. Il est ensuite admis par concours (50 places pour 2 000 candidatures) à l'École de la Cité (cinéma et de télévision), créée par Luc Besson, où il complète sa formation de réalisateur de 2013 à 2015[réf. nécessaire].
Durant cette période, il tient des rôles dans plusieurs courts-métrages ainsi que dans les films Malavita (2013) de Luc Besson et 3 Days to Kill (2014) de Joseph McGinty Nichol (McG), et joue aussi dans des pièces de théâtre.

### Carrière
Son personnage de Vincent, fils d’Isabelle Huppert dans Elle (2016) de Paul Verhoeven, lui permet d'être nommé pour le César du meilleur espoir masculin à la 42e cérémonie (2017) des César.
Depuis cette date, il a joué dans sept autres films, notamment dans Tirailleurs (2022). 

## Filmographie

### Cinéma

#### Longs métrages
- 2008 : Élève libre de Joachim Lafosse : Jonas
- 2013 : Malavita (The Family) de Luc Besson : André
- 2013 : Tonnerre de Guillaume Brac : Ivan
- 2014 : 3 Days to Kill de McG : Hugh
- 2016 : Elle de Paul Verhoeven : Vincent
- 2017 : Orpheline d'Arnaud des Pallières : Patrick
- 2017 : Valérian et la Cité des mille planètes de Luc Besson : Le soldat de la salle de contrôle
- 2018 : La Nonne (The Nun) de Corin Hardy : Frenchie / Maurice
- 2019 : Les Fauves de Vincent Mariette : Vincent
- 2020 : Filles de joie de Frédéric Fonteyne et Anne Paulicevich
- 2021 : Baragaki: Unbroken Samurai : Jules Brunet
- 2022 : Tirailleurs de Mathieu Vadepied : Lieutenant Chambreau
- 2023 : La Nonne : La Malédiction de Sainte-Lucie (The Nun II) de Michael Chaves : Frenchie / Maurice Theriault
- 2024 : La nuit se traîne de Michiel Blanchart : Théo

#### Courts métrages
- 2009 : Noctambules de Mathieu Tuffreau : Thomas
- 2011 : Elena de Yannick Muller : Adrien
- 2012 : Trois cœurs pour battre d'Arthur Valverde : Nicolas
- 2013 : Longue distance de Valérie Boucher : Kévin
- 2013 : Mauvaise tête de Camille Vidal Naquet : Paul
- 2014 : Conte sur moi de lui-même : Lucas
- 2015 : Max de lui-même : Max

### Télévision

#### Séries télévisées
- 2013 : RIS police scientifique : Alexandre Bouvier
- 2013 : Enquêtes réservées : Jérémy Karevski
- 2016 : Commissaire Magellan : Stanislas Perrot
- 2016 : Munch : Éric Montaigut
- 2021 : Germinal : Antoine Chaval
- 2022 : 1899 : Lucien
- 2022 : Marie-Antoinette : Joseph II
- 2025 : Rivages : Maréchal Vital Prigent
- 2025 : 37 Secondes : Yan Ropars
- 2026 : Désenchantées

### Réalisateur
- 2013 : Je suis un corps (court métrage)
- 2013 : Un long weekend (moyen métrage)
- 2014 : Conte sur moi (court métrage)
- 2015 : Max (court métrage, également scénariste)

## Théâtre

### Comédien
- 2012 : Pop Corn de Ben Elton, mise en scène de Claire Boyé, au Théâtre de Ménilmontant
- 2013 : L'Atelier de Jean-Claude Grumberg, mise en scène de Dalia Bonnet et Coralie Paquelier, au théâtre « A La Folie Théâtre »
- 2016 : Jeux d’enfants de Robert Marasco, mise en scène de Dorothée Deblaton, Théâtre 13

## Distinctions

### Récompenses
- 2016 : Cannes International Film Festival Entr’2 Marches du meilleur scénario dans un court-métrage dramatique pour Max (2016).
- Enginuity Film Festival 2018 : Lauréat du Prix du Jury du meilleur acteur dans un second rôle dans un court-métrage dramatique pour Élève libre (2018).
- Olympus Film Festival 2018 : Lauréat du Grand Prix du Jury de la meilleure distribution dans un court-métrage dramatique pour Élève libre (2018) partagé avec Pascal Greggory, Anne Charrier, Eric Savin et François-David Cardonnel.
- 2018 : Queen Palm International Film Festival du meilleur acteur dans un second rôle dans un court-métrage dramatique pour Élève libre (2018).
- South Film and Arts Academy Festival 2018 : Lauréat de la Mention Spéciale du meilleur acteur dans un second rôle dans un court-métrage dramatique pour Élève libre (2018).

### Nominations
- 2011 : Magritte du cinéma du meilleur espoir masculin dans un drame pour Élève libre (2010).
- 42e cérémonie des César 2017 : Meilleur espoir masculin dans un thriller pour Elle (2016).